# Leonid Ardaszew
Leonid Arsientjewicz Ardaszew (ros. Леонид Арсеньевич Ардашев, ur. 16 września 1924 we wsi Łyp-Bułatowo w powiecie głazowskim w guberni wiackiej (obecnie rejon kiezski w Udmurcji), zm. 20 kwietnia 1952) – radziecki wojskowy, młodszy porucznik, Bohater Związku Radzieckiego (1944).

## Życiorys
Urodził się w udmurckiej rodzinie chłopskiej. Do 1939 skończył 7 klas niepełnej szkoły średniej we wsi Aleksandrowo, później pracował w kołchozie.
W maju 1942 został powołany do Armii Czerwonej i skierowany do 3. Leningradzkiej Szkoły Piechoty ewakuowanej do Wotkińska. W czerwcu 1942 został skierowany na Front Południowy w składzie 59. Samodzielnej Brygady Strzelców, walczył pod Rostowem nad Donem, 16 sierpnia został ranny, po wyleczeniu walczył na Froncie Briańskim, w październiku ponownie został ranny. Od początku stycznia 1944 łącznościowiec swojego pułku w 72. Dywizji Strzeleckiej na Froncie Leningradzkim, w czerwcu 1944 wyróżnił się podczas operacji wyborskiej, później został skierowany na 3 Front Białoruski, w listopadzie 1944 rozpoczął kursy młodszych poruczników, które ukończył w czerwcu 1945. W czerwcu 1946 ukończył kursy doskonalenia kadry oficerskiej Kazańskiego Okręgu Wojskowego, służył w pułku w Saratowie, wkrótce został zwolniony do rezerwy, we wrześniu 1946 został nauczycielem wuefu w szkole w rodzinnej wsi.
W 1948 został przyjęty do partii komunistycznej, a w 1949 rozpoczął naukę w Głazowskiej Szkole Pedagogicznej, której jednak nie ukończył, ponieważ zginął tragicznie w wypadku.
Był odznaczony Złotą Gwiazdą Bohatera Związku Radzieckiego (21 lipca 1944), Orderem Lenina (21 lipca 1944) i medalami. Jego imieniem nazwano ulicę w Wyborgu.